# Accordéon (chanson)
Pour les articles homonymes, voir Accordéon.
Ne pas confondre avec L'Accordéoniste d'Édith Piaf
Clip vidéo
[vidéo] « Juliette Gréco - Accordéon », sur YouTube
[vidéo] « Serge Gainsbourg et Philippe Clay - Accordéon », sur YouTube
[vidéo] « Catherine Ringer - Accordéon », sur YouTube
Accordéon est une chanson française de valse musette, de l'auteur-compositeur-interprète Serge Gainsbourg, enregistrée en single et en EP en 1962 par Juliette Gréco,. Intégrée dans son album compilation Accordéon de 1968, elle est un des grands succès de sa carrière,,.

## Histoire
Au début des années 1960, Serge Gainsbourg, encore peu connu, passe en première partie des concerts de Jacques Brel ou de Juliette Gréco. Surnommée la muse de Saint-Germain-des-Prés, il lui écrit de nombreuses chansons, dont La Javanaise de 1963, ou cette chanson de music-hall. Cette complainte à la fois joyeuse et nostalgique est composée sur des airs de flonflons de valse musette de bal musette et de guinguette parisienne, jouée à l'accordéon et accompagnée au violon et par le Grand Orchestre de Raymond Lefebvre, écrite avec des paroles de parler parisien sur le thème d'un duo entre un chanteur des rues parisien et son accordéon « Dieu que la vie est cruelle, au musicien des ruelles, son copain son compagnon, c'est l'accordéon... ».

## Reprises et adaptations
Ce titre est repris entre autres par Serge Gainsbourg et Philippe Clay, ou Catherine Ringer, et sur diverses compilations de Juliette Gréco, dont Juliette Gréco : Jolie Môme/Accordéon (1983), et son dernier album de tournée d'adieu Merci ! (2015)...